# Goin' Nuts
Goin' Nuts es una máquina de pinball diseñada por Adolf Seitz, Jr. para Gottlieb en 1983. Solo se hicieron 10 prototipos y nunca se produjo en serie.

## Descripción
El juego es único en el sentido de que no tiene pasillos exteriores. Además, el juego comienza con un multiball de 3 bolas con pistón automático; una vez que el jugador comienza el juego, se lanzan las tres bolas y el objetivo es acertar los objeticos de la mesa, acumulando puntos. El juego posee un cronómetro, el cual se incrementa a medida que el jugador va acumulando puntos, y se reduce cuando queda solo una bola en el campo de juego, pudiendo recuperarlas al completar ciertos objetivos. El jugador tiene tres oportunidades por crédito, las que se pierden al acabarse el tiempo, o perdiendo todas las bolas. 
Las desventajas de esta máquina de pinball incluyen el daño que puede sufrir el campo de juego y los accesorios. Un buen jugador también puede acumular demasiado tiempo, lo que conduce a menores ingresos para el propietario de la máquina.

## Versiones digitales
Goin 'Nuts está disponible como una tabla con licencia de The Pinball Arcade para varias plataformas y el juego también se incluyó en el Pinball Hall of Fame: The Gottlieb Collection para la Wii. 